# Serie A2 2005-2006 (pallavolo maschile)
La Serie A2 italiana di pallavolo maschile 2005-2006 si è svolta dal 25 settembre 2005 al 22 maggio 2006: al torneo hanno partecipato sedici squadre di club italiane e la vittoria finale è andata per la prima volta al Taranto Volley.

## Regolamento
Le squadre hanno disputato un girone all'italiana, con gare di andata e ritorno, per un totale di trenta giornate; al termine della regular season:
- La prima classificata è promossa in Serie A1.
- Le classificate dal secondo al settimo posto hanno acceduto ai play-off promozione, strutturati in quarti di finale, a cui hanno preso parte solo le classificate dal quarto al settimo posto, semifinali e finale, tutte giocate al meglio di due vittorie su tre gare: la vincitrice è promossa in Serie A1.
- Le ultime quattro classificate sono retrocesse in Serie B1.

## Le squadre partecipanti
Le squadre partecipanti furono 16: Prisma Taranto e Teleunit Gioia del Colle provenivano dalla Serie A1, mentre Carige Copra Genova, Materdomini Volley.it Castellana, Mercatone Uno Pineto e Monini Spoleto erano le neopromosse dalla Serie B. Acanto Mantova e BancaEtruria Eurospar Arezzo avevano acquisito il diritto a partecipare rispettivamente dalle rinunciatarie Castelnuovo del Garda e Bolzano; infine, il ripescaggio della Petrecca Isernia sopperiva alla rinuncia di Schio.
| Acanto Mantova                                                    |
| ----------------------------------------------------------------- |
| Stagioni in Serie A2: 9                                           |
| Campo di gioco: PalaBAM di Mantova                                |
| 2004-05: 10ª in B1; acquisisce il titolo di Castelnuovo del Garda |
| Allenatore: Luigi Schiavon, poi Enzo Valdo                        |

| BancaEtruria Eurospar Arezzo                        |
| --------------------------------------------------- |
| Stagioni in Serie A2: 1                             |
| Campo di gioco: PalaCaselle di Arezzo               |
| 2004-05: 2ª in B1; acquisisce il titolo di Südtirol |
| Allenatore: Riccardo Provvedi                       |

| Carife Ferrara                                                    |
| ----------------------------------------------------------------- |
| Stagioni in Serie A2: 16                                          |
| Campo di gioco: PalaSegest di Ferrara                             |
| 2004-05: 7ª in A2                                                 |
| Allenatore: Antonio Beccari, poi Roberto Bisacco, poi Emil Trenev |

| Carige Copra Genova                                   |
| ----------------------------------------------------- |
| Stagioni in Serie A2: 1                               |
| Campo di gioco: PalaRomanzi di Genova                 |
| 2004-05: 1ª in B1; vincitrice dei play-off promozione |
| Allenatore: Jorge Cannestracci, poi Aniello Mosca     |

| Esse-Ti Carilo Loreto                       |
| ------------------------------------------- |
| Stagioni in Serie A2: 10                    |
| Campo di gioco: PalaSerenelli di Loreto, AN |
| 2004-05: 3ª in A2                           |
| Allenatore: Alberto Giuliani                |

| Fiorese Bassano del Grappa                            |
| ----------------------------------------------------- |
| Stagioni in Serie A2: 3                               |
| Campo di gioco: PalaBassano di Bassano del Grappa, VI |
| 2004-05: 4ª in A2                                     |
| Allenatore: Alberto Boldo, poi Dennis Zangaro         |

| Mail Service Corigliano                                  |
| -------------------------------------------------------- |
| Stagioni in Serie A2: 2                                  |
| Campo di gioco: PalaCorigliano di Corigliano Calabro, CS |
| 2007-08: 8ª in A2.                                       |
| Allenatore: Antonio Babini, poi Giovanni Preti           |

| Materdomini Volley.it Castellana Grotte               |
| ----------------------------------------------------- |
| Stagioni in Serie A2: 4                               |
| Campo di gioco: Pala167 di Castellana Grotte, BA      |
| 2004-05: 1ª in B1; vincitrice dei play-off promozione |
| Allenatore: Giovanni D'Onghia                         |

| Mercatone Uno Pineto                                  |
| ----------------------------------------------------- |
| Stagioni in Serie A2: 2                               |
| Campo di gioco: PalaVolley Santa Maria di Pineto, TE  |
| 2004-05: 1ª in B1; vincitrice dei play-off promozione |
| Allenatore: Guillermo Taborda, poi Domenico Chiovini  |

| Monini Spoleto                                        |
| ----------------------------------------------------- |
| Stagioni in Serie A2: 5                               |
| Campo di gioco: PalaRota di Spoleto, PG               |
| 2004-05: 1ª in B1; vincitrice dei play-off promozione |
| Allenatore: Andrea Radici, poi Francesco Tardioli     |

| Petrecca Isernia                                       |
| ------------------------------------------------------ |
| Stagioni in Serie A2: 2                                |
| Campo di gioco: PalaFraraccio di Isernia               |
| 2004-05: 13ª in A2; ripescata per la rinuncia di Schio |
| Allenatore: Aniello Mosca, poi Giuseppe Lorizio        |

| Premier Hotels Crema                     |
| ---------------------------------------- |
| Stagioni in Serie A2: 7                  |
| Campo di gioco: PalaBertoni di Crema, CR |
| 2004-05: 6ª in A2                        |
| Allenatore: Luca Monti                   |

| Prisma Taranto                         |
| -------------------------------------- |
| Stagioni in Serie A2: 4                |
| Campo di gioco: PalaMazzola di Taranto |
| 2004-05: 13ª in A1; retrocessa in A2   |
| Allenatore: Vincenzo Di Pinto          |

| Salento d'Amare Taviano                     |
| ------------------------------------------- |
| Stagioni in Serie A2: 3                     |
| Campo di gioco: PalaIngrosso di Taviano, LE |
| 2004-05: 11ª in A2                          |
| Allenatore: Flavio Gulinelli                |

| Sira Cucine Ancona                                     |
| ------------------------------------------------------ |
| Stagioni in Serie A2: 3                                |
| Campo di gioco: PalaVeneto di Ancona                   |
| 2004-05: 12ª in A2                                     |
| Allenatore: Alessandro Brutti, poi Roberto Masciarelli |

| Teleunit Gioia del Colle                               |
| ------------------------------------------------------ |
| Stagioni in Serie A2: 11                               |
| Campo di gioco: Palasport di Gioia del Colle, BA       |
| 2004-05: 14ª in A1; retrocessa in A2                   |
| Allenatore: Giuseppe Lorizio, poi Vincenzo Mastrangelo |

## Classifica
| Pos. | Squadra                       | Pt | G  | V  | P  | SV | SP |
| ---- | ----------------------------- | -- | -- | -- | -- | -- | -- |
| 1.   | Prisma Taranto                | 78 | 30 | 26 | 4  | 83 | 25 |
| 2.   | Premier Hotels Crema          | 66 | 30 | 23 | 7  | 79 | 41 |
| 3.   | Teleunit Gioia del Colle      | 59 | 30 | 20 | 10 | 70 | 49 |
| 4.   | Mercatone Uno Pineto          | 53 | 30 | 19 | 11 | 66 | 49 |
| 5.   | Fiorese Bassano del Grappa    | 51 | 30 | 19 | 11 | 66 | 56 |
| 6.   | Salento d'Amare Taviano       | 51 | 30 | 18 | 12 | 67 | 58 |
| 7.   | Esse-Ti Carilo Loreto         | 49 | 30 | 16 | 14 | 67 | 58 |
| 8.   | Materdomini Castellana Grotte | 48 | 30 | 16 | 14 | 63 | 61 |
| 9.   | Petrecca Isernia              | 48 | 30 | 16 | 14 | 58 | 53 |
| 10.  | Mail Service Corigliano       | 43 | 30 | 15 | 15 | 58 | 62 |
| 11.  | BancaEtruria Eurospar Arezzo  | 40 | 30 | 14 | 16 | 55 | 58 |
| 12.  | Acanto Mantova                | 35 | 30 | 11 | 19 | 50 | 67 |
| 13.  | Monini Spoleto                | 34 | 30 | 12 | 18 | 53 | 72 |
| 14.  | Carige Copra Genova           | 29 | 30 | 7  | 23 | 46 | 71 |
| 15.  | Sira Cucine Ancona            | 22 | 30 | 5  | 25 | 40 | 80 |
| 16.  | Carife Ferrara                | 14 | 30 | 3  | 27 | 27 | 83 |

| Promossa in Serie A1 | Promossa dopo play-off | Retrocesse in Serie B |

## Risultati

### Tabellone
|                 | Ancona | Arezzo | Bassano | Castellana | Corigliano | Crema | Ferrara | Genova | Gioia del Colle | Isernia | Loreto | Mantova | Pineto | Spoleto | Taranto | Taviano |
| --------------- | ------ | ------ | ------- | ---------- | ---------- | ----- | ------- | ------ | --------------- | ------- | ------ | ------- | ------ | ------- | ------- | ------- |
| Ancona          | XXX    | 2-3    | 2-3     | 0-3        | 2-3        | 1-3   | 3-0     | 2-3    | 2-3             | 3-2     | 1-3    | 0-3     | 0-3    | 2-3     | 0-3     | 2-3     |
| Arezzo          | 3-2    | XXX    | 2-3     | 3-0        | 2-3        | 0-3   | 3-0     | 3-0    | 0-3             | 3-0     | 1-3    | 3-0     | 3-0    | 3-0     | 0-3     | 1-3     |
| Bassano         | 3-0    | 3-2    | XXX     | 3-1        | 3-2        | 2-3   | 3-1     | 3-0    | 3-0             | 3-2     | 3-0    | 3-2     | 1-3    | 2-3     | 0-3     | 3-0     |
| Castellana      | 3-1    | 3-1    | 2-3     | XXX        | 0-3        | 0-3   | 3-0     | 3-0    | 3-0             | 2-3     | 1-3    | 3-0     | 3-0    | 3-0     | 1-3     | 3-2     |
| Corigliano      | 3-0    | 0-3    | 3-0     | 1-3        | XXX        | 0-3   | 3-0     | 2-3    | 1-3             | 0-3     | 3-1    | 3-2     | 2-3    | 3-1     | 1-3     | 3-1     |
| Crema           | 3-1    | 3-0    | 3-0     | 3-0        | 3-1        | XXX   | 1-3     | 3-2    | 3-2             | 3-0     | 2-3    | 3-2     | 3-1    | 2-3     | 1-3     | 3-2     |
| Ferrara         | 3-0    | 2-3    | 2-3     | 1-3        | 2-3        | 1-3   | XXX     | 0-3    | 1-3             | 0-3     | 3-1    | 0-3     | 0-3    | 2-3     | 0-3     | 2-3     |
| Genova          | 2-3    | 2-3    | 1-3     | 1-3        | 1-3        | 2-3   | 3-0     | XXX    | 1-3             | 3-0     | 2-3    | 2-3     | 2-3    | 3-0     | 0-3     | 0-3     |
| Gioia del Colle | 3-1    | 3-0    | 3-1     | 3-0        | 3-1        | 3-0   | 3-0     | 3-1    | XXX             | 3-0     | 3-2    | 3-1     | 2-3    | 3-2     | 3-2     | 1-3     |
| Isernia         | 3-0    | 3-1    | 1-3     | 3-1        | 3-2        | 0-3   | 3-1     | 3-1    | 3-0             | XXX     | 3-2    | 1-3     | 3-1    | 3-0     | 0-3     | 2-3     |
| Loreto          | 3-1    | 0-3    | 3-1     | 1-3        | 2-3        | 3-2   | 3-1     | 0-3    | 3-1             | 3-1     | XXX    | 1-3     | 3-1    | 3-1     | 0-3     | 2-3     |
| Mantova         | 1-3    | 3-1    | 1-3     | 1-3        | 1-3        | 0-3   | 3-0     | 3-0    | 3-2             | 0-3     | 0-3    | XXX     | 1-3    | 3-2     | 0-3     | 2-3     |
| Pineto          | 3-2    | 3-1    | 3-2     | 3-1        | 3-0        | 1-3   | 3-1     | 3-0    | 3-0             | 3-1     | 1-3    | 1-3     | XXX    | 3-0     | 3-0     | 3-0     |
| Spoleto         | 3-1    | 2-3    | 2-3     | 2-3        | 3-0        | 0-3   | 3-1     | 3-2    | 3-2             | 1-3     | 2-3    | 3-2     | 3-0    | XXX     | 0-3     | 3-2     |
| Taranto         | 3-0    | 3-0    | 3-0     | 3-0        | 3-2        | 2-3   | 3-0     | 3-1    | 1-3             | 3-2     | 3-1    | 3-0     | 3-1    | 3-1     | XXX     | 3-1     |
| Taviano         | 0-3    | 3-1    | 3-0     | 3-1        | 3-0        | 3-2   | 3-0     | 0-3    | 2-3             | 2-3     | 3-2    | 3-1     | 3-2    | 3-1     | 1-3     | XXX     |

## Play-off promozione
|  | Quarti di finale | Quarti di finale | Quarti di finale | Quarti di finale | Quarti di finale |  |  | Semifinali | Semifinali      | Semifinali | Semifinali      | Semifinali |   |   | Finale | Finale | Finale | Finale | Finale |  |
|  |                  |                  |                  |                  |                  |  |  |            |                 |            |                 |            |   |   |        |        |        |        |        |  |
|  | 2                | Crema            | Crema            | Crema            | Crema            |  |  |            |                 |            |                 |            |   |   |        |        |        |        |        |  |
|  |                  |                  |                  |                  |                  |  |  | 2          | Crema           | 1          | 3               | 3          |   |   |        |        |        |        |        |  |
|  | 6                | Taviano          | Taviano          | 3                | 3                |  |  | 6          | Taviano         | 3          | 0               | 1          |   |   |        |        |        |        |        |  |
|  | 5                | Bassano          | Bassano          | 0                | 1                |  |  |            |                 |            |                 |            |   |   | 2      | Crema  | 2      | 3      | 3      |  |
|  | 4                | Pineto           | 0                | 3                | 3                |  |  |            |                 | 3          | Gioia del Colle | 3          | 0 | 2 |        |        |        |        |        |  |
|  | 7                | Loreto           | 3                | 2                | 0                |  |  | 4          | Pineto          | 3          | 0               | 0          |   |   |        |        |        |        |        |  |
|  |                  |                  |                  |                  |                  |  |  | 3          | Gioia del Colle | 0          | 3               | 3          |   |   |        |        |        |        |        |  |
|  | 3                | Gioia del Colle  | Gioia del Colle  | Gioia del Colle  | Gioia del Colle  |  |  |            |                 |            |                 |            |   |   |        |        |        |        |        |  |